# إيغور ماتيتش
إيغور ماتيتش (بالصربية: Игор Матић)‏ هو لاعب كرة قدم صربي في مركز الهجوم، ولد في 22 يوليو 1981 في زمون ‏ في صربيا. شارك مع منتخب صربيا تحت 21 سنة لكرة القدم. أما مع النوادي، فقد لعب مع نابريداك كروشيفاتس ونادي أستانا ونادي أو إف كيه بيوغراد ونادي تشوكاريتشكي ونادي كاين ونادي موغرن.

## وصلات خارجية
- إيغور ماتيتش على موقع قاعدة بيانات كرة القدم.إي يو (الإنجليزية)
- إيغور ماتيتش على موقع Soccerway.com (الإنجليزية)
- إيغور ماتيتش على موقع عالم كرة القدم.نت (الإنجليزية)
- إيغور ماتيتش على موقع أوليمبيديا (الإنجليزية)